# 26559 Chengcheng
26559 Chengcheng è un asteroide della fascia principale. Scoperto nel 2000, presenta un'orbita caratterizzata da un semiasse maggiore pari a 2,3578917 UA e da un'eccentricità di 0,1307824, inclinata di 7,51532° rispetto all'eclittica.